# Morti nel 1450
| Questa pagina contiene informazioni ricavate automaticamente dalle voci biografiche con l'ausilio del template Bio e di un bot. L'aggiornamento è periodico e automatico e ricostruisce completamente la pagina. Se manca una persona in questa lista, sei pregato di non aggiungerla, ma accertati piuttosto che la sua voce biografica contenga il template Bio e che i dati anagrafici siano correttamente compilati. Se il template Bio manca, inseriscilo tu stesso o, in alternativa, metti l'avviso {{tmp\|Bio}} che ne segnala la mancanza. Se i dati riportati sono sbagliati, correggi direttamente la voce biografica; le modifiche saranno visibili in questa lista entro pochi giorni. Per chiarimenti vedi il progetto biografie. La lista contiene solo le 44 persone che sono citate nell'enciclopedia e per le quali è stato implementato correttamente il template Bio. Pagina aggiornata al 18 apr 2025. |

- 7 gennaio - Matteo Guimerà, vescovo cattolico e francescano italiano
- 25 gennaio - Antonio Migliorati, religioso italiano (n. 1355)
- 11 febbraio - Agnese Sorel, nobildonna francese
- 23 marzo - Elena Dragaš, imperatrice bizantina (n. 1372)
- 8 aprile - Sejong il Grande, re coreano (n. 1397)
- 12 maggio - William de la Pole, I duca di Suffolk, nobile (n. 1396)
- 15 maggio - Andrea Abellon, religioso e pittore francese
- 11 giugno - Stefano Bandelli, presbitero italiano (n. 1369)
- 22 giugno - Polidoro Foscari, arcivescovo cattolico italiano (n. 1410)
- 2 luglio - Ranuccio Farnese il Vecchio, condottiero italiano
- 4 luglio - Enrico Rampini, cardinale e arcivescovo cattolico italiano
- 5 luglio - Rinaldo Orsini, condottiero italiano (n. 1402)
- 12 luglio - Jack Cade, rivoluzionario irlandese
- 17 luglio - Francesco I di Bretagna, nobile francese (n. 1414)
- 29 luglio - Heidenreich Vincke von Overberg
- 30 luglio - Enrico XVI di Baviera-Landshut, duca tedesco (n. 1386)
- 15 agosto - Alberto da Sarteano, francescano italiano (n. 1385)
- 24 agosto - Ibn 'Arabshah, storico e viaggiatore arabo (n. 1389)
- 2 settembre - Andrea di Giusto, pittore italiano
- 7 settembre - Caterina Karlsdotter, nobildonna svedese
- 16 settembre - Louis Aleman, cardinale, arcivescovo cattolico e beato francese
- 22 settembre - Caterina di Sassonia-Lauenburg, principessa tedesca (n. 1400)
- 23 settembre - Ludovico I di Württemberg-Urach, conte tedesco (n. 1412)
- 1º ottobre - Leonello d'Este, marchese (n. 1407)
- 5 novembre - Giovanni IV d'Armagnac, nobile e militare francese (n. 1396)
- 6 novembre - Ermolao Donà, politico, diplomatico e militare italiano
- Aronne Abulrabi, rabbino e astrologo italiano (n. 1400)
- Angelos Akotantos, pittore greco
- Antonio Altan, vescovo cattolico italiano
- Giorgio Anselmi, teorico musicale italiano (n. 1385)
- Antonio Malfante, mercante e esploratore italiano (n. 1410)
- Bartolomeo Barattieri, giurista e diplomatico italiano (n. 1380)
- Domìzio Brocardo, poeta italiano (n. 1390)
- Pietro I Cardona, nobile, militare e diplomatico italiano
- Andrea da Escobar, vescovo cattolico e teologo portoghese (n. 1366)
- Pierre Fontaine, compositore francese (n. 1380)
- Giovanni d'Alemagna, pittore italiano
- Marino da Norcia, condottiero e politico italiano
- Sassetta, pittore italiano
- Silvestro da Siena, francescano italiano
- Filippino degli Organi, architetto italiano
- Antonio d'Arezzo, letterato, teologo e religioso italiano (n. 1380)
- Giunta di Tugio, ceramista italiano (n. 1382)
- Álvaro Pires de Évora, pittore portoghese